# Justine Mintsa
Justine Mintsa (Oyem, 8 de setembre del 1949) és una escriptora de Gabon.
És membre del Haut Conseil de la francophonie i estudià a la Universitat Omar Bongo.

## Obres
- Un seul tournant Makôsu, La Pensée Universelle, 1994 ; L'Harmattan, 2004.
- Histoire d'Awu, Continents noirs, Gallimard, 2000.